# Кайнари
Кайна́ри — село в Україні, у Яготинській міській громаді Бориспільського району Київської області. Населення становить 111 осіб.